# Lincolnshire bagpipes
La Lincolnshire bagpipes ("gaita de Lincolnshire") es un tipo de gaita nativa de Lincolnshire, en el este de Inglaterra. El instrumento es actualmente difunto; un comentarista de 1901 señaló que se había desaparecida en 1850. Más tarde, los investigadores identificaron el último gaitero tradicional como John Hunsley, un agricultor del siglo XIX en Manton, cerca de Gainsborough. Alrededor del año 2000, una reproducción de la gaita fue creado por un artesano en South Somercotes.

## Descripción
Las descripciones de 1885 se refieren a una gaita con un solo bordón, y la reproducción moderna mantiene este atributo. Las dos tallas en que se basa la reproducción parecen muy similar en forma a la gaita gallega.
Esta gaita se nota con frecuencia en la literatura período como un símil para el ruido desagradable, y un comentarista de 1875 señaló que en su tiempo el término "gaita Lincolnshire" era un modismo local para el croar de las ranas. En 1667, el autor Samuel Pepys al oírla tocada, la describió como "música bárbara." Una publicación de 1933 también la describe como "un instrumento particularmente torpe que emite un sonido lúgubre y monótono."
El instrumento no se ha descrito siempre negativamente, y varios comentaristas notaron el entusiasmo del pueblo de Lincolnshire para la gaita. El 1817 una completa colección de refranes Inglés, anteriores a la creída extinción de la gaita, nota que la "gaita de Lincolnshire" se llama así porque:
Ya sea porque la gente de aquí lo más deleite en las gaitas que otros, o si son más astutos en tocarlo;. De hecho, del anterior se deduce el posterior.
La gaita es famosamente mencionada por el carácter de Falstaff, personaje en la obra de William Shakespeare Enrique IV, parte 1 (c. 1597): "Sí, o el zumbido de una gaita de Lincolnshire."

## Renascimiento
Alrededor del comienzo del siglo 21, el Fondo del Patrimonio de Lincolnshire encargó artesano John Addison del South Somercotes para recrear una Lincolnshire bagpipe, basada en las tallas de la iglesia local. El instrumento fue descrito como muy grande y difícil de tocar, y aunque se utilizó en una actuación de 2002, siguiente fue consignado a una caja de almacenamiento en las oficinas de la Fundación.

## Otros recursos
- The Bagpipe in Northern England. R. D. Cannon. Folk Music Journal, Vol. 2, n.º 2 (1971), pp. 127-147
- James Merryweather Regional Bagipes: History or Bunk? (enlace roto disponible en Internet Archive; véase el historial, la primera versión y la última).